# NHL Awards 1990
Die NHL Awards 1990 sind Eishockey-Ehrungen der National Hockey League und wurden im Juni 1990 vergeben.
Mark Messier, Brett Hull und Patrick Roy waren mit je zwei Auszeichnungen die erfolgreichsten Spieler der Verleihung. Der beste Verteidiger Ray Bourque kam Messier bei der Wahl zur Hart Memorial Trophy sehr nahe und musste sich mit nur zwei Punkten geschlagen geben. Sergei Makarow war mit 32 Jahren einer der ältesten Rookies aller Zeiten. Der erfahrene Russe konnte sich gegen die jungen US-Amerikaner Mike Modano und Jeremy Roenick durchsetzen. Nach dieser Saison wurde hier die Regel geändert und es waren nur noch Spieler bis 26 Jahre für die Calder Memorial Trophy zugelassen.

## Preisträger
Hart Memorial Trophy
Wird verliehen an den wertvollsten Spieler (MVP) der Saison durch die Professional Hockey Writers' Association
- Mark Messier (C) - New York Rangers (227 Punkte)

- Außerdem nominiert
- Ray Bourque (D) - Boston Bruins (225 Punkte)
- Brett Hull (C) - St. Louis Blues (80 Punkte)

Lester B. Pearson Award
Wird verliehen an den herausragenden Spieler der Saison durch die Spielergewerkschaft NHLPA
- Mark Messier (C) - New York Rangers

- Außerdem nominiert
- Ray Bourque (D) - Boston Bruins
- Brett Hull (C) - St. Louis Blues

Vezina Trophy
Wird an den herausragenden Torhüter der Saison durch die Generalmanager der Teams verliehen
- Patrick Roy - Montreal Canadiens (91 Punkte)

- Außerdem nominiert
- Daren Puppa - Buffalo Sabres (59 Punkte)
- Andy Moog - Boston Bruins

James Norris Memorial Trophy
Wird durch die Professional Hockey Writers' Association an den Verteidiger verliehen, der in der Saison auf dieser Position die größten Allround-Fähigkeiten zeigte
- Ray Bourque - Boston Bruins (315 Punkte)

- Außerdem nominiert
- Al MacInnis - Calgary Flames (127 Punkte)
- Doug Wilson - Chicago Blackhawks (40 Punkte)

Frank J. Selke Trophy
Wird an den Angreifer mit den besten Defensivqualitäten durch die Professional Hockey Writers' Association verliehen
- Rick Meagher - St. Louis Blues (105 Punkte)

- Außerdem nominiert
- Guy Carbonneau - Montreal Canadiens (100 Punkte)
- Esa Tikkanen - Edmonton Oilers (81 Punkte)

Calder Memorial Trophy
Wird durch die Professional Hockey Writers' Association an den Spieler verliehen, der in seinem ersten Jahr als der Fähigste gilt
- Sergei Makarow (RW) - Calgary Flames (204 Punkte)

- Außerdem nominiert
- Mike Modano (C) - Minnesota North Stars (120 Punkte)
- Jeremy Roenick (C) - Chicago Blackhawks (71 Punkte)

Lady Byng Memorial Trophy
Wird durch die Professional Hockey Writers' Association an den Spieler verliehen, der durch einen hohen sportlichen Standard und faires Verhalten herausragte
- Brett Hull (C) - St. Louis Blues (238 Punkte)

- Außerdem nominiert:
- Wayne Gretzky (C) - Los Angeles Kings (79 Punkte)
- Pat LaFontaine (C) - New York Islanders (72 Punkte)

Jack Adams Award
Wird durch die NHL Broadcasters' Association an den Trainer verliehen, der am meisten zum Erfolg seines Teams beitrug
- Bob Murdoch - Winnipeg Jets

- Außerdem nominiert
- Mike Milbury - Boston Bruins
- Roger Neilson - New York Rangers

King Clancy Memorial Trophy
Wird an den Spieler vergeben, der durch Führungsqualitäten, sowohl auf als auch abseits des Eis und durch soziales Engagement herausragte
- Kevin Lowe - Edmonton Oilers

Bill Masterton Memorial Trophy
Wird durch die Professional Hockey Writers' Association an den Spieler verliehen, der Ausdauer, Hingabe und Fairness in und um das Eishockey zeigte
- Gord Kluzak - Boston Bruins

Conn Smythe Trophy
Wird an den wertvollsten Spieler (MVP) der Play Offs verliehen
- Bill Ranford (G) - Edmonton Oilers

Art Ross Trophy
Wird an den besten Scorer der Saison verliehen
- Wayne Gretzky - Los Angeles Kings 142 Punkte (40 Tore, 102 Vorlagen)

William M. Jennings Trophy
Wird an den/die Torhüter mit mindestens 25 Einsätzen verliehen, dessen/deren Team die wenigsten Gegentore in der Saison kassiert hat
- Reggie Lemelin und Andy Moog - Boston Bruins (Gegentordurchschnitt: 2,87)

Trico Goaltender Award
Wird an den Torhüter mit mindestens 25 Einsätzen verliehen, der die beste Fangquote während der Saison hat
- Patrick Roy - Montreal Canadiens Fangquote: 91,2 %

Alka-Seltzer Plus Award
Wird an den Spieler verliehen, der während der Saison die beste Plus/Minus-Statistik hat
- Paul Cavallini - St. Louis Blues +38

Dodge Ram Tough Award
Wird an den Spieler verliehen, der in Summe die meisten Überzahl-, Unterzahl-, siegbringenden und unentschiedenbringende Tore erzielte.
- Brett Hull (C) - St. Louis Blues

Performer of the Year Award
Wird an den wertvollsten Spieler der regulären Saison verliehen
- Pat LaFontaine (C) - New York Islanders